# 黒田麻衣子
黒田 麻衣子（くろだ まいこ、1976年 - ）は、日本の実業家、株式会社東横イン代表執行役社長。

## 人物・経歴
1976年、東京都生まれ。立教大学大学院文学研究科・博士課程前期修了。大学院では19世紀のドイツ史を専攻。2002年、東横インに入社。営業企画部で新規ホテルの立ち上げを担当する。05年、出産・育児のために退社し、夫の転勤にともないドイツへ。08年に副社長として東横インへ復帰し、創業者である父・西田憲正の後を継いで12年に社長就任。